# NDA (låt)
NDA är en låt framförd av den amerikanska sångerskan Billie Eilish. Låten skrevs av Eilish och hennes bror Finneas O'Connell. Den återfinns på albumet Happier Than Ever (2021).
Låten har streamats över 121 miljoner gånger på Spotify.

## Musikvideon
Låtens musikvideo laddades upp på YouTube den 9 juli 2021 och hade visats över 38 miljoner gånger den 12 december 2021.